# Parti socialiste (Tunisie)
Le Parti socialiste (arabe : الحزب الاشتراكي) ou PS, appelé Parti socialiste de gauche ou PSG (الحزب الاشتراكي اليساري) jusqu'en octobre 2012, est un parti politique tunisien de gauche fondé le 1er octobre 2006 et légalisé par le gouvernement d'union nationale le 17 janvier 2011. Une première demande de légalisation, déposée en 2007, avait été refusée par le pouvoir de l'époque.
Issu d'une scission du Parti communiste des ouvriers de Tunisie, le PS se distingue de ce dernier par son refus de toute alliance avec les islamistes, y compris dans le cadre de la lutte contre le régime de Zine el-Abidine Ben Ali, lui préférant la constitution d'un front de forces progressistes et laïques. Lors de l'élection présidentielle de 2009, le PSG soutient Ahmed Brahim, le candidat du mouvement Ettajdid. 
Le PSG participe aux élections de 2011 au sein de la coalition du Pôle démocratique moderniste (Al Qotb) qui remporte cinq sièges sur les 217 à pourvoir. Le 3 octobre 2012, le parti change de nom et devient le Parti socialiste. Le 2 février 2013, le PS rejoint l'Union pour la Tunisie, mais décide de présenter des listes individuelles pour les élections législatives de 2014.
Se réclamant du socialisme scientifique et de la défense de la laïcité, le PS est dirigé par Mohamed Kilani (ar).